# Colombo Dutch Museum
Het Colombo Dutch Museum is een museum in Colombo (Sri Lanka) gewijd aan de geschiedenis van de Nederlandse koloniale tijd.
Het museum toont de Nederlandse erfenis door middel van vele voorwerpen, waaronder meubels, keramiek, munten en wapens, en toont de verschillende facetten van het koloniale leven in die tijd.

## Gebouw
Het gebouw waarin het museum is gevestigd belichaamt de unieke architectonische kenmerken van een koloniaal Nederlands herenhuis. In 1999 werd het museumgebouw door de regering formeel erkend als een archeologisch beschermd monument in Sri Lanka.
Het twee verdiepingen tellende gebouw met zuilen in Prince Street, Pettah (Colombo 11) werd gebouwd tijdens de Nederlandse bezetting van Colombo (1656-1796) en was de formele residentie van de gouverneur van Nederlands Ceylon Thomas van Rhee (1634 - 1701) tijdens zijn ambtstermijn van 1692 tot 1697. Het gebouw is door de jaren heen voor veel verschillende doeleinden gebruikt. Het was een lerarenopleiding en een instituut voor onderwijs aan geestelijken tussen 1696 en 1796. Het fungeerde als weeshuis onder toezicht van diakenen en gefinancierd door de Vereenigde Oostindische Compagnie. Het werd ook gebruikt als ziekenhuis.
In de tweede helft van de 19e eeuw, in de Britse tijd, was het een kazerne, en vanaf 1900 werd het gebruikt als een politie-opleidingsschool. In 1932 werd het omgebouwd tot het postkantoor van Pettah.
In 1971 stortte na zware moessonregens een van de buitenmuren in en werd het gebouw verlaten. Na protesten van de Royal Asiatic Society en de Nederlandse Burgher Union tegen plannen om het gebouw te slopen werd in 1973 een commissie ingesteld met vertegenwoordigers van het Ceylon Tourist Board, de afdeling Archeologie, de Nederlandse Alumnivereniging van Sri Lanka en het Nationaal Archief, met als het doel het gebouw te herstellen en in te richten als museum over de Nederlandse koloniale tijd.
De restauratie van het gebouw begon in 1977, met financiële steun van de Nederlandse overheid, en werd in 1981 voltooid. Het museum werd in 1982 voor het publiek geopend.

## Afbeeldingen

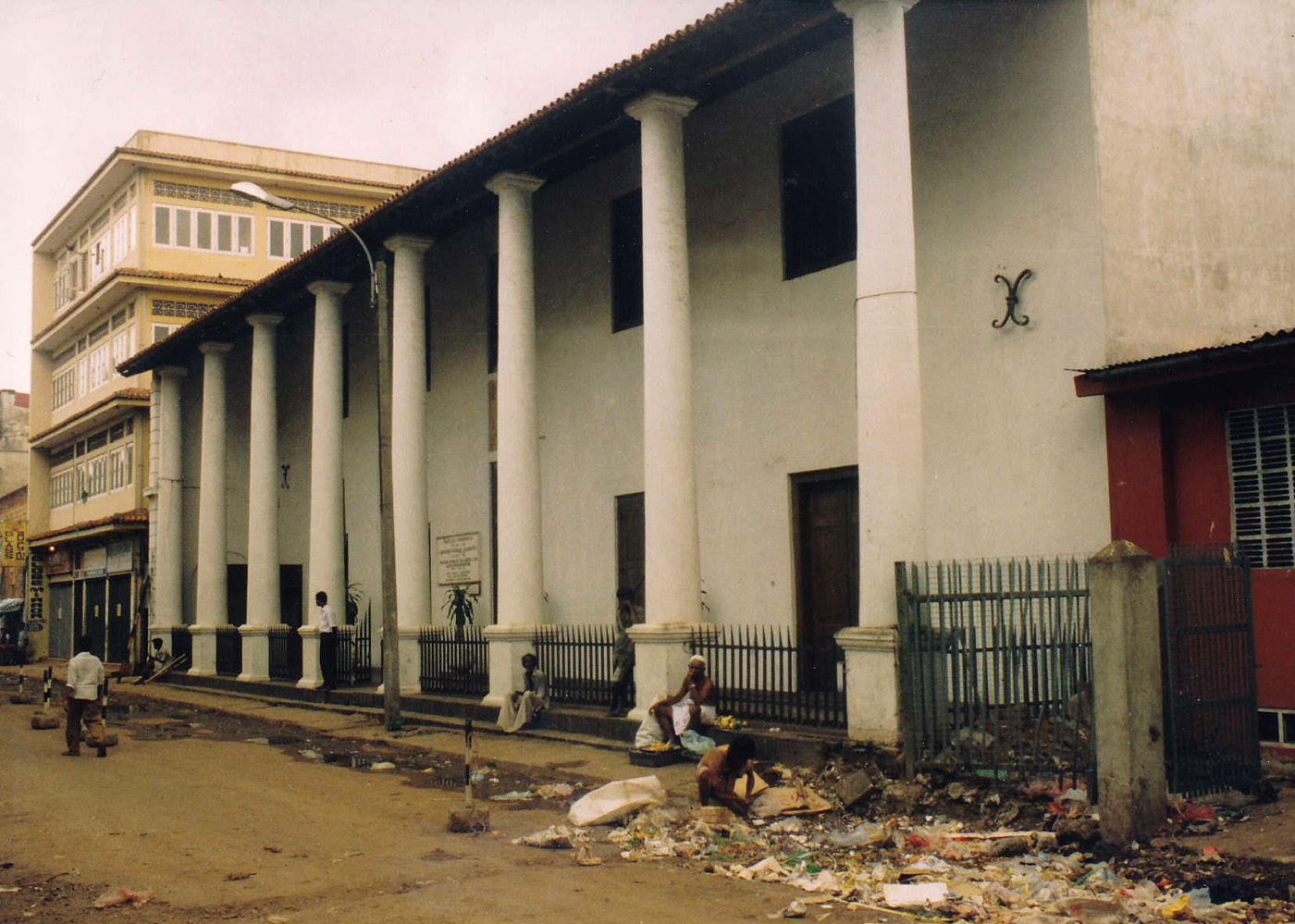
Het museum in 1993
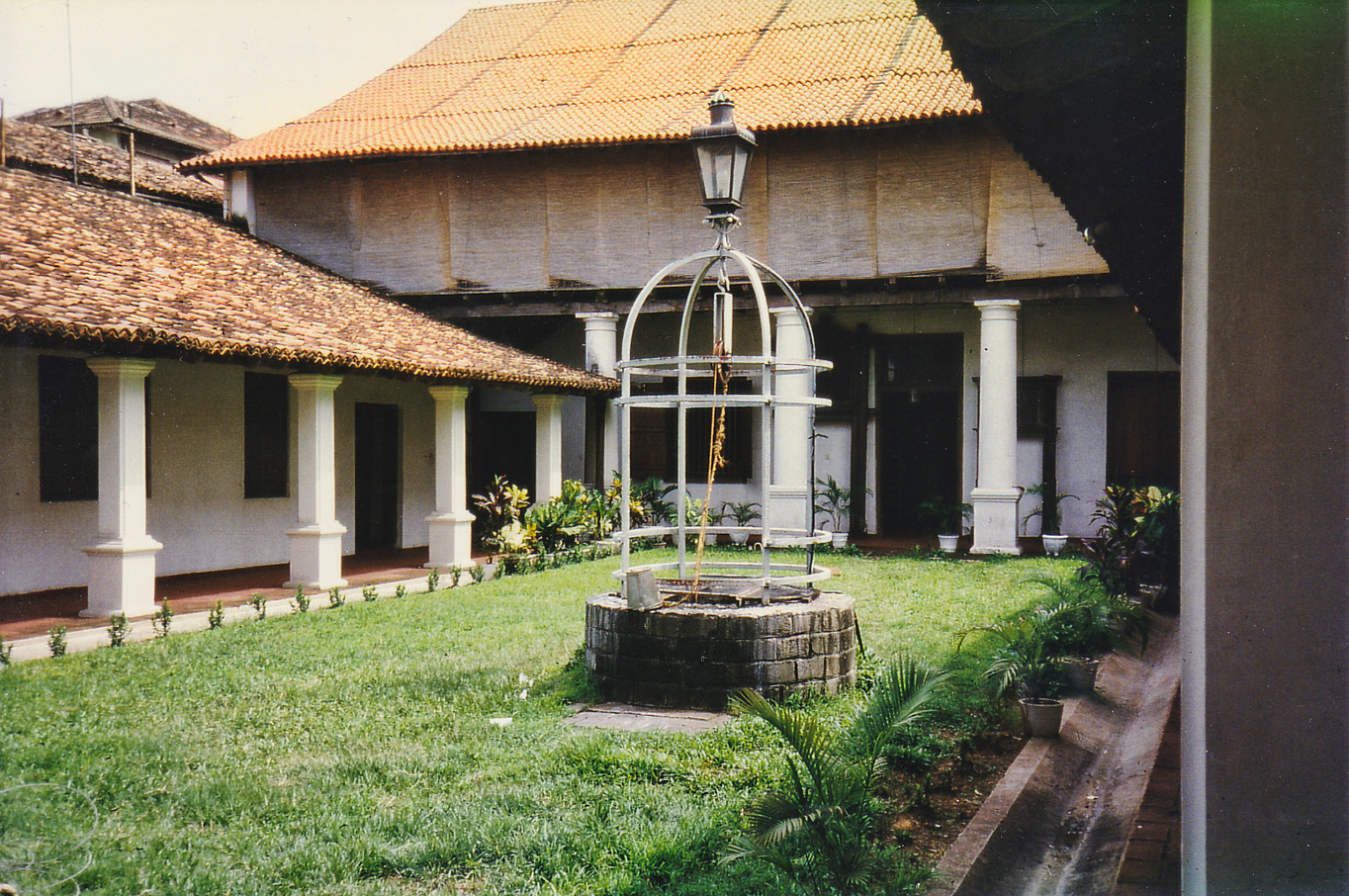
De binnenplaats in 1993
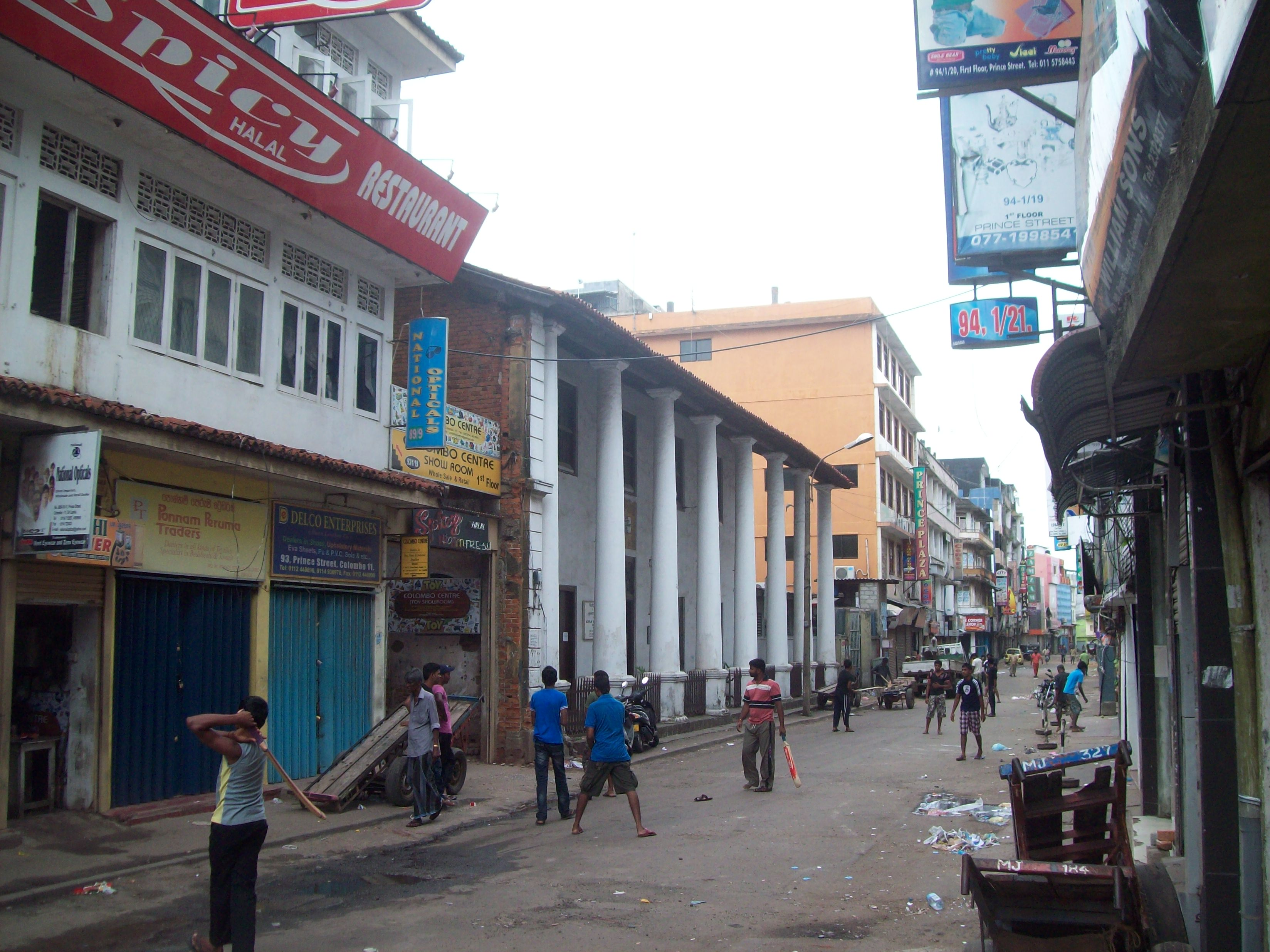
Prince Street in 2012